# Club Deportivo Híspalis (femminile)
Il Club Deportivo Híspalis Femenino, indicato anche come CD Híspalis o semplicemente Híspalis, è una squadra di calcio femminile spagnola, con sede nella città di Siviglia, capoluogo della Comunità Autonoma dell'Andalusia e dell'omonima provincia. Il suo nome si deve al barrio El Juncal-Híspalis, quartiere nella parte meridionale della città. La società gestisce la formazione titolare, che disputa la stagione 2016-17 nel gruppo 4 della Segunda División, una formazione B, una formazione Cadete-Juovenil e una Infantil, nonché una scuola calcio maschile e femminile.
I maggiori risultati ottenuti sono il secondo posto in Superliga Femenina, l'allora denominazione del primo livello del campionato spagnolo, conquistato al termine della stagione 2005-06 alle spalle dell'Espanyol, e le semifinali dell'edizione 2007 della Copa de la Reina, la Coppa di lega femminile della Spagna, in quell'occasione eliminata dal Levante.

## Storia
Istituita nel 1992 come sezione femminile dell'omonimo club, scala le classifiche e si iscrive alla Superliga al primo campionato con quella denominazione, la stagione 2001-2002.
Nel 2004 il Sevilla Fútbol Club decide di sostenere la squadra femminile del CD Híspalis, concedendo di utilizzare i colori sociali e distintivi del club, nonché allenarsi e giocare le partite casalinghe presso la Ciudad Deportiva José Ramón Cisneros Palacios. La squadra disputò quattro campionati consecutivi con i colori del Siviglia, ottenendo in quel periodo i risultati più significativi della loro storia sportiva. Al termine della stagione 2005-2006 conquista 60 punti, a pari merito del Espanyol, tuttavia avendo vinto 19 incontri contro i 20 delle avversarie, il titolo viene assegnato al club di Barcellona. La classifica delle marcatrici vede comunque premiata Auxiliadora Jiménez che con 29 reti siglate supera di nove lunghezze Sara, migliore marcatrice dell'Espanyol.
Al termine del campionato 2007-2008 la squadra si classifica all'ultima posizione e retrocede in Primera Nacional (secondo livello) e prima dell'inizio della nuova stagione, con la creazione di una propria sezione femminile, il sodalizio con il Siviglia cessa e la squadra torna ai vecchi colori sociali. Con l'acquisizione di gran parte dell'organico da parte del Siviglia la squadra non riesce a trovare competitività fino ad un'ulteriore retrocessione al terzo livello al termine della stagione 2011-2012, la prima rinominata Segunda División.
Dopo una sola stagione in 1ª Provincial Femenina - Sevilla (terzo livello) riconquista la promozione in Segunda División dal campionato 2013-2014.

## Palmarès

### Altri piazzamenti
- Campionato spagnolo:

Secondo posto: 2005-2006